# Бакос, Афанасий Жан Даниэль
Афанасий Жан Даниэль Бакос (6.08.1898 г., Багдад, Ирак — 12.01.1983 г., Багдад, Ирак) — архиепископ багдадский Сирийской католической церкви с 2 декабря 1953 год по 12 января 1983 года.

## Биография
Афанасий Жан Даниэль Бакос родился 6 августа 1898 года в Багдаде.
18 декабря 1921 года Афанасий Жан Даниэль Бакос был рукоположён в священника.
2 декабря 1953 года Святейший Синод Сирийской католической церкви выбрал Афанасия Жана Даниэля Бакоса архиепископом Багдада. 7 февраля 1954 года Афанасий Жан Даниэль Бакос был рукоположён в епископа.
Участвовал в работах I, II, III и IV сессиях II Ватиканского собора.
Умер 12 января 1983 года.